# 香港都會大學護理及健康學院
香港都會大學護理及健康學院（英語：School of Nursing and Health Sciences, HKMU），前稱香港公開大學護理及健康學院（英語：School of Nursing and Health Studies, OUHK），是香港都會大學轄下一所開辦護理及保健課程的學院，學院的前身是科技學院屬下的護理及健康學部，隨著護理及保健課程的發展和擴充，護理及健康學部於2018年1月獲升格為護理及健康學院，並得到香港賽馬會、企業界及社會善長提供資金支持興建健康護理學院大樓。

## 發展歷程
護理及健康學院的發展始於1994年，香港公開大學在轄下的科技學院為在職護士開辦兼讀制的護理學榮譽學士學位課程，令在職護士可於工餘時間進修及通過考核後取得香港本地認可的大學學位資歷。香港的護士一般分為註冊護士（RN）及登記護士（EN），註冊護士可獨立進行大部分臨床護理工作，登記護士在護理工作上則有較大限制，登記護士在醫院及診所的角色主要是協助註冊護士進行護理工作，在處理風險較高的護理工作時也須要在註冊護士督導下進行，而兩者的入職條件及薪資也有分別，登記護士的晉升機會也不如註冊護士，如高級護士及護士長等職位都只有註冊護士才能夠晉升。香港公開大學為此於2001年開辦護理學高級文憑課程，登記護士可通過進修成為認可的普通科註冊護士，並於2003年將轉職課程拓展至精神科。公大開辦護理學課程的初期，主要為在職護理人員提供進修及增進相關專業知識的機會，從而獲得更高的專業資格，而公大的護理學相關課程當時都是由香港公開大學科技學院設立的「護理及健康學部」專責管理。
隨著香港的醫療需求增加，香港公開大學先後於2004年及2005年開辦全日制的護理學（普通科）及護理學（精神科）的學士學位課程，為中學畢業生提供專業的護理學培訓，全日制護理學課程已於2008年獲香港護士管理局的專業資格認可，完成課程及實習並通過考核的畢業生可向香港護士管理局申請成為註冊護士。從2014年起，護理學榮譽學士學位課程已納入政府的指定專業／界別課程資助計劃，成為受政府資助的課程。護理及健康學部設有護理學高級文憑課程，為香港各醫療機構培訓登記護士，社會福利署也委託公開大學為社會福利機構培訓登記護士。香港居民的預期壽命持續增長，但同時令香港人口逐漸老齡化，而近年中醫治療又逐漸受到香港社會的認可，但香港缺乏接受中醫專業培訓的護士，護理及健康學部於是與浙江大學及廣州大學的中醫院合作，為西醫出身的香港護士提供把脈、煎藥及中藥藥理等，中醫護理所需的專業訓練。
由於香港面對人口老化，對醫療護理的需求殷設，香港公開大學除現有的護理學課程外，將會發展物理治療學士及職業治療學士等醫療護理相關的新課程，原有下屬於科技學院的「護理及健康學部」已於2018年1月升格為「護理及健康學院」，所有護理及保健課程都會統一由新成立的護理及健康學院專責統籌。

## 護理及健康教學綜合大樓
為配合護理及健康學院籌辦新設的醫療護理相關課程，香港公開大學於2017年初公佈將於九龍何文田常盛街，亦即公大何文田正校園的附近興建護理及健康教學綜合大樓，以供護理及健康學院長遠發展的需要。公大建設護理及健康教學綜合大樓的計劃得到香港教育局、香港賽馬會、企業界及社會善長的支持，香港政府於2017年4月向香港立法會為香港公開大學申請4億港元的免息貸款，並於2018年1月獲立法會財委會表決通過。香港賽馬會為護理及健康教學綜合大樓捐助2億8000萬港元，大樓將會命名為「香港公開大學賽馬會健康護理學院」，而新教學大樓已於2017年12月15日由署理行政長官張建宗及香港賽馬會副主席周永健主禮動土儀式，最快可於2020年落成啟用。健康護理學院大樓於2021年1月8日正式開幕。

## 主要課程

### 博士課程
- 臨床科學博士

### 研究生課程
- 中藥藥劑學碩士
- 護理學碩士
  - 中醫護理
  - 高級呼吸系統護理
  - 管理及領導
  - 全面紓緩治療
- 智慧安老及老年學理學碩士

### 本科課程
- 護理學榮譽學士（普通科）
- 護理學榮譽學士（精神科）
- 物理治療學榮譽理學士
- 診斷放射學榮譽理學士（2026/27學年開辦）[17]
- 護理學學士

### 副學位課程
- 普通科護理學高級文憑
- 精神科護理學高級文憑
- 護理學高級文憑
- 精神健康護理學高級文憑
- 健康學文憑（社區健康護理）

## 外部連結
- School of Nursing and Health Sciences, HKMU（页面存档备份，存于）